# 微
微（び）は、10-6（100万分の1）であることを示す漢字文化圏における数の単位である。忽の1/10、繊の10倍に当たる。
『孫子算経』では「忽」が最小だが、北宋のものと言われる謝察微の『算経』には小数として「忽」の下に「微・繊・沙・塵・埃・渺」が見える。
メートル法のSI接頭語では「マイクロ(µ)」に相当する。このため、現代中国では「マイクロ」の訳語として多用される。「微軟（マイクロソフト）」・「微博（マイクロブログ）」・「微波炉（電子レンジ、microwave oven の訳語）」など。
なお、微という字には、「かすか」「わずかな」などの意味がある。
『暦象考成』などの西洋の時法や1周360度の概念の伝来以降の中国・日本の古文献では、時間・角度の「秒」の60分の1に相当する単位（英語のthirdに相当）に「微」を割り当てたこともあった。